# Windows Server 2003
Windows Server 2003，開發代號"Whistler Server" ，是微软開發的第二代Windows NT服务器操作系统，基於客戶端的Windows XP系列。
该产品最初叫作“Windows .NET Server”，后改成“Windows .NET Server 2003”，最终被改成“Windows Server 2003”，于2003年3月28日发布，並在同年4月24日上市。
相對於Windows 2000伺服器版，此版本做了很多改进，特别是：
- 改进的活动目录（Active Directory，如可以从schema中删除类）
- 改进的（Group Policy）操作和管理
- 改进的磁盘管理，如可以从卷影复制（Shadow Copy）备份文件。
- 改进的脚本语言和命令行工具，这是微软的革新——把一个完整的命令外壳带入之后的Windows版本。
- 支持基于硬件的“看门狗定时器”，如果操作系统在一定时间内没有响应的话，它可以將服务器重啟。[5]

Windows Server 2003的原始碼也使用於Windows XP 64-bit Editon和Windows XP x64 Editon，下一代客戶端的Windows Vista與伺服器端的Windows Server 2008也是以此系統為起點進行開發。
Windows Server 2003是最後一版支持不帶ACPI的處理器的Windows Server。 其後續產品Windows Server 2008需要任何支持的體系結構（x86、x64 和 Itanium）中具有ACPI的處理器。

## 版本
Windows Server 2003有多种版本，每种都适合不同的商业需求：
- Windows Server 2003 Web版
- Windows Server 2003 标准版
- Windows Server 2003 企业版
- Windows Server 2003 数据中心版

| 标准        | 标准        | Web版  | 标准版 | 企业版 | 数据中心版 |
| ----------- | ----------- | ------ | ------ | ------ | ---------- |
| 物理CPU个数 | 物理CPU个数 | 2      | 1–4    | 1–8    | 8–64       |
| 最大支持RAM | x86         | 2 GB   | 4 GB   | 64 GB  | 64 GB      |
| 最大支持RAM | x64         | 不適用 | 32 GB  | 1 TB   | 1 TB       |
| 最大支持RAM | Itanium     | 不適用 | 不適用 | 2 TB   | 2 TB       |

### Windows Server 2003 Web版
用于构建和存放Web应用程序、网页和XML Web Services。它主要使用IIS 6.0 Web服务器并提供快速开发和部署使用ASP.NET技术的XML Web services和应用程序。支持双处理器，最低支持256MB的内存。它最高支持2GB的内存。
Web版的Server不能用來作列印伺服器用。
没有发布web版的简体中文版。

### Windows Server 2003标准版
标准的英文名称：Windows Server 2003 Standard Edition
销售目标是中小型企业，支持文件和打印机共享，提供安全的Internet连接，允许集中的应用程序部署。支持4个处理器；最低支持256MB的内存，最高支持4GB的内存。

### Windows Server 2003企业版
标准的英文名称：Windows Server 2003 Enterprise Edition
Windows Server 2003企业版与Windows Server 2003标准版的主要区别在于：Windows Server 2003企业版 支持高性能服务器，并且可以创建计算机集群，以便处理更大的负荷。通过这些功能实现了可靠性，有助于确保系统即使在出现问题时仍可用。在一个系统或分区中最多支持八个处理器，八节点群集，最高支持32GB的内存（安全模式下為4GB）。

### Windows Server 2003数据中心版
标准的英文名称：Windows 2003 Server Datacenter Edition 
针对要求最高级别的可伸缩性、可用性和可靠性的大型企业或国家机构等而设计的。它是最强大的服务器操作系统。分为32位版与64位版：
- 基于x86（32位版）：
  - 基于x86构架处理器，至多8个[7]
  - 内存：最多64GB
  - 节点：支持1-8[8]个节点计算机集群。

- 基于x64（64位版）：
  - 基于x64构架处理器，或IA-64（例如安腾），至少8个，至多64个
  - 內存：至多为512GB
  - 节点：支持1-8个节点计算机集群

## 升级

### SP1
微软于2005年3月30日发布Windows Server 2003的第一个服务包（Service Pack 1）。这个升级为Windows Server 2003用户提供了很多相似于Windows XP Service Pack 2的功能。这些功能包括：
- 安全设置向导：此工具让管理员更方便的更改安全设置。[9]
- 即時更新（Hot Patching）：此功能使Windows Server 2003在不用重新启动的情况下安装DLL，驱动程序，非核心更新。
- IIS 6.0数据库检查：允许跟踪数据库的修改。[10]
- Windows 防火墙：将Windows XP Service Pack 2裡的许多改进加入Windows Server 2003，还包括安全设置向导，它使管理员可以更容易地管理开放的输入端口，它会自动检测并选择缺省角色。
- 其它网络方面的改进，包括支持无线供应服务，更好的IPv6支持，以及新的对TCP SYN攻击的防护。[11]
- 安装后安全升级：当Service Pack 1服务器安装完成后第一次重启时，一个缺省模式被打开。它设置防火墙阻止所有接入请求，引导用户去安装升级软件包。
- 数据执行保护（DEP）：支持禁止执行位，有助于防止缓冲区溢出攻击，它是Windows Server入侵中常用的攻击手段之一。[12]
- Windows Media Player 10。
- Internet Explorer 6 SV1（俗称IE6 SP2）

Microsoft网站提供了完整的SP1更新项目。

### SP2
Windows Server 2003的Service Pack 2已于2007年上半年正式发布。发布日期最初定为2006年上半年。注：微软未在Windows Service Pack Road Map网站中更新最后修改日期。2006年6月19日，微软面向Microsoft Connect用户提供了Service Pack 2的最初测试版，该版本的内部版本号为2721。而最新的内部版本是2725（Beta 1）。微软将Service Pack 2描述为“标准”服务包而发布，包含先前发布的安全更新、修补程序、及可靠性和性能方面的改进。  除此之外，Service Pack 2包含Microsoft管理控制台3.0、Windows开发服务（替代远程安装服务）、对WPA2的支持与针对IPSec与系统配置实用程序的改进。

## Windows Server 2003 R2
是Windows Server 2003的改進版本，在2005年12月發售，但舊版的用戶不能免費更新到新版本，而需要付費更新。不过，后期发售的Windows Server 2003都搭配了R2。Windows Server 2003 R2零售版的内容除了包含Windows Server 2003以外，还有一张R2扩展包安装CD，包含更多新的功能。

### R2的新功能
- 分支办事处服务器管理
  - 文件和打印机集中管理工具
  - 增强的分布式文件系统（DFS）命名空间管理界面
  - 使用远程差别压缩的更有效的广域网数据复制
- 身份和权限管理
  - 外网单点登录和身份联合
  - 对外网应用访问的集中式管理
  - 根据活动目录帐户信息自动禁止外网访问
  - 用户访问日志
  - 跨平台的网页单点登录和密码同步，采用网络信息服务（NIS）
- 存储管理
  - 文件服务器资源管理器 (storage utilization reporting)
  - 增强的配额管理
- 虚拟服务器
  - 新的版权协议允许最多4个虚拟实例（在企业版及以上版本）
- 基于UNIX的附加应用实用程序和开发工具，提供了一个相对完整的Unix开发环境。
  - 基本实用程序
  - SVR-5实用程序
  - 基本开发工具
  - GNU开发工具
  - GNU实用程序
  - UNIX Perl
  - Visual Studio Debugger附加程序
- 綜合列印管理員：對於需要管理大量打印機的企業，新的插件讓管理員可以在一個畫面上同時管理公司內的所有印表機、及各自的貯列印表工作。